# Бісковичі (зупинний пункт)
Біско́вичі — пасажирський залізничний зупинний пункт Львівської дирекції Львівської залізниці.
Розташований між селами Бісковичі, Максимовичі та Викоти, Самбірський район Львівської області на лінії Самбір — Стар'ява між станціями Самбір (7 км) та Хирів (23 км).
Станом на травень 2019 року щодня дві пари дизель-потягів прямують за напрямком Самбір — Стар'ява.